# 핫멜트 접착제

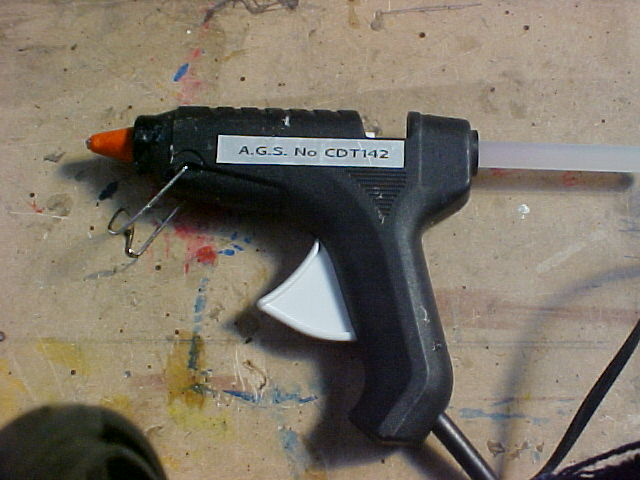
글루스틱을 끼운 글루건

핫멜트 접착제(영어: Hot-melt adhesive) 또는 글루건(glue gun)은 기다란 원통 모양의 열가소성 플라스틱 접착제를 녹여서 쏘아 내는 도구다.